# Robert Bläsing

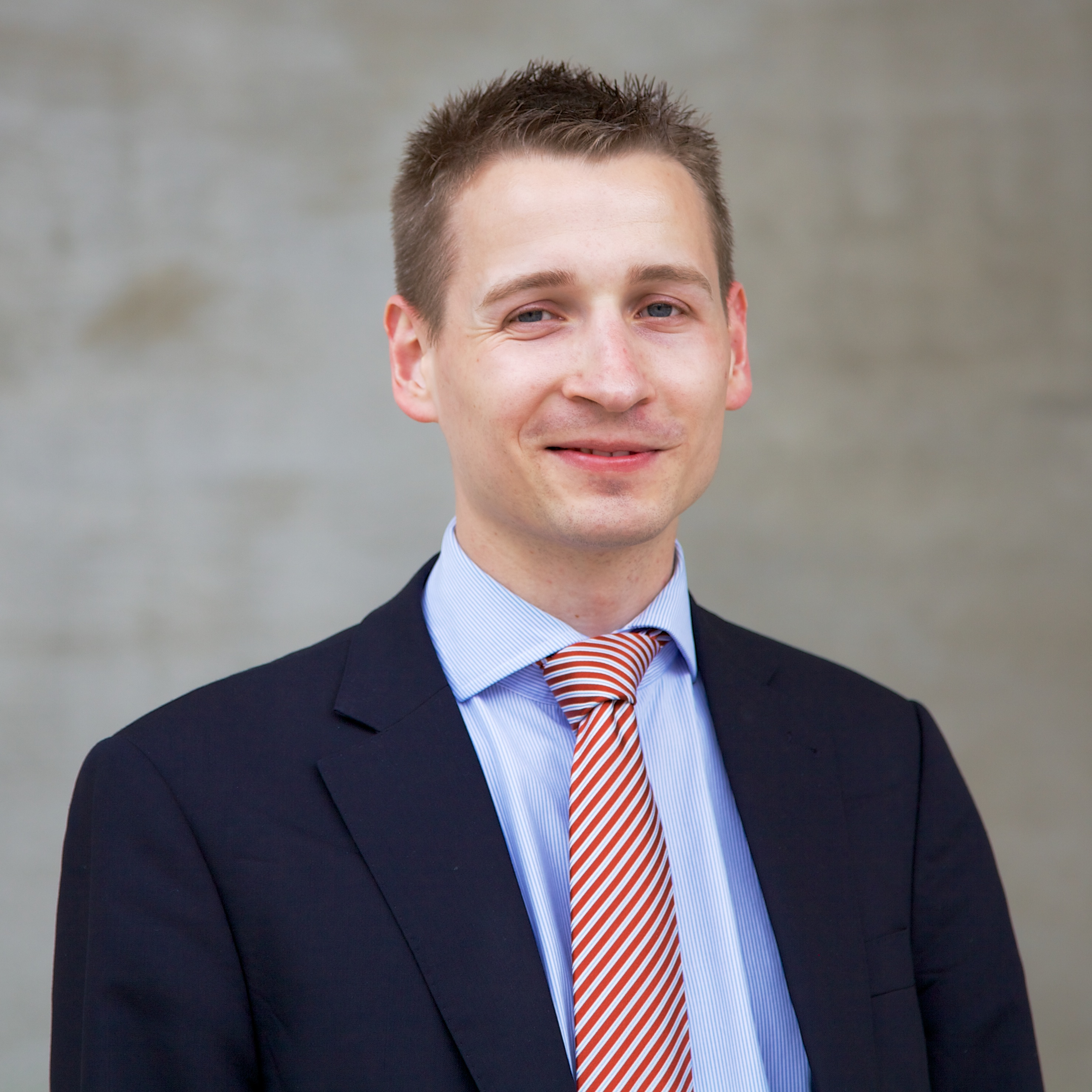
Robert Bläsing (2012)

Robert Bläsing (* 27. November 1982 in Perleberg) ist ein deutscher Politiker (FDP). Von 2011 bis 2015 war er Mitglied der Hamburgischen Bürgerschaft.

## Leben
Robert Bläsing besuchte das Marie-Curie-Gymnasium in Wittenberge und legte dort 2002 das Abitur ab. Anschließend leistete er den Grundwehrdienst bei der Bundeswehr in Rendsburg und Leer. 2003 bis 2006 studierte er an der Freien und Hansestadt Hamburg mit Praxisstationen in der Senatskanzlei und in der Gremienbetreuung der Bezirksversammlung Hamburg-Mitte und schloss das Studium als Diplom-Verwaltungswirt (FH) ab. 2006 bis 2007 arbeitete er als Sachbearbeiter in einem Sozialen Dienstleistungszentrum in Hamburg und seit 2007 als Regierungsoberinspektor bei der Behörde für Wirtschaft, Verkehr und Innovation. 2017 wechselte er in die Behörde für Schule und Berufsbildung.
In der FDP und bei den Jungen Liberalen war er in verschiedenen Vorstandsämtern tätig. So war er seit 2007 Mitglied des Landesvorstandes der Julis und ab 2010 stellvertretender Landesvorsitzender für Presse und Öffentlichkeitsarbeit. Seit 2009 ist er Vorsitzender der FDP Hamburg-Nord. Er gehörte von 2008 bis 2011 der Bezirksversammlung Hamburg-Nord an und war dort stellvertretender Vorsitzender der FDP-Fraktion und Vorsitzender des Haushaltsausschusses.
Bei der Bundestagswahl 2009 trat er im Bundestagswahlkreis Hamburg-Nord für die FDP an und erreichte 8 % der Erststimmen. Auch bei den Bundestagswahlen 2017 und 2021 trat er als Direktkandidat der FDP im Wahlkreis Hamburg-Nord an.
Bei der Bürgerschaftswahl 2011 stand Bläsing auf Platz 3 der FDP-Landesliste und wurde in die Hamburgische Bürgerschaft gewählt. Er war dort Vorsitzender des Europaausschusses und gehörte zudem dem Haushaltsausschuss, dem Parlamentarischen Untersuchungsausschuss zur Elbphilharmonie, dem Verfassungs- und Bezirksausschuss sowie zwei Unterausschüssen des Haushaltsausschusses an.
Bei der Bürgerschaftswahl 2015 kandidierte Bläsing auf Platz 8 der FDP-Landesliste, errang jedoch kein Mandat. Im April 2023 rückte er für einen ausgeschiedenen Abgeordneten wieder in die Bezirksversammlung Hamburg-Nord ein, erreichte dort aber bei der Wahl 2024 kein Mandat.